# ジョナゴールド (歌手)
ジョナゴールド（2001年〈平成13年〉3月23日 - ）は、日本の女性アーティスト。 2022年3月までりんご娘のメンバーとして青森県弘前市を拠点に活動後、2022年4月よりソロ活動中。所属事務所はリンゴミュージック。弘前市出身。
りんご娘はメンバーの名前がリンゴの品種名になっており、ジョナゴールドもリンゴの「ジョナゴールド」から付けられている。また、卒業（脱退）したメンバーの名前がその後に加入したメンバーに再び付けられることがあり、本記事のジョナゴールドは同名メンバーの2代目に当たる。

## 人物
2015年から2022年まで、青森県を中心に活動している女性ダンス&ボーカルユニット、りんご娘のメンバーとして活動した。通称「J」。
趣味はギザ10集め、特技は管楽器とドラムである。
転勤族の家庭で生まれ、幼少期に函館・仙台に住んでいた経験がある。当時の夢は、「電車の線路を作る人・天使・お魚」であった。幼稚園では、剥がした日めくりカレンダーで剣を作るのが好きだったという。
中学1年生の時、自動車の代替で家族と樋川自動車に訪れた際、同社およびリンゴミュージックの社長・樋川新一の誘いを受ける。オーディションを受け活動を始め、アルプスおとめ福士としてリーダーを務めた後、中学3年生の秋、りんご娘に加入。
農業系の高校に進学したのち、弘前大学に進学し、農業について学んでいた。
2022年2月、同年3月をもってジョナゴールドを含むりんご娘全メンバーが卒業を発表。アルプスおとめの全メンバーがりんご娘を引き継ぐこととなった。ジョナゴールドは｢今後はリンゴミュージック所属のソロアーティストとして音楽を頑張ります」と述べ、引き続きリンゴミュージックにて芸能活動を継続することを表明した。
2022年4月、ソロ活動を開始。芸名は引き続き｢ジョナゴールド｣。パーソナリティを務めるラジオ番組、「Aomori RINGO Radio」が放送開始。
2022年5月7日、初のソロ配信シングル『7号線』をリリース。
2022年6月、公式ファンクラブ「WEEKEND」を開設。
2023年1月、初のソロアルバム『WEEKEND』をリリースした。
2025年8月、『Smiling Flower』で初の作詞を担当。

### エピソード
- 東北楽天ゴールデンイーグルスのファンを公言している[15]。
- 身長160cmと同年代の女性の中では平均を上回る[16]が、当時のりんご娘の他メンバーが170cm以上であり、相対的に小柄であった。加入当時の自己紹介は、他メンバーの「身長シャキーン！」に対し、「身長チョビーン！」というフレーズであった。
- 上記の通り国立大学に在学しており、グループ内で「ツッコミ役」「通訳」などと称される[17][18]、頭脳明晰なキャラクターである。グループ卒業後も、王林やライスボールとの共演の際は概ね同様のキャラクターである。
- 絵が独特であり、グループ内で「画伯」と称される[19]。
- 愛犬「ふーた」を溺愛している。
- ソロデビュー後の展望について、「大きい会場でライブしたいとか、CDをいっぱい売りたいとかではなく、私はいかに青森を“音楽を楽しむ街”にできるかが、今からすごく楽しみなんです」と述べた[20]。
- 沸騰ワード10の「青森に取り憑かれた王林シリーズ」にて、りんご娘を卒業したときに引き続き、王林の相棒兼ドライバーを務めている。
- 「ライブを見に行くことに対するハードルを下げたい」と考えている[21]。
- Right-onとのコラボレーション企画をきっかけに、ジーンズソムリエの資格を取得した[22][23]。

## 作品

### シングル

#### 配信シングル
- 「7号線」（2022年5月7日、RINGO MUSIC）[24]
  1. 7号線
  2. 風待ちリップ
  3. 7号線（Inst.）
  4. 風待ちリップ（Inst.）

作詞・作曲：多田慎也。
iTunes Store総合アルバムランキング（2022年5月7日付）1位[25]。
- 「ハジマリズム」（2022年7月15日、RINGO MUSIC）[26]
  1. ハジマリズム
  2. 好きみたい
  3. ハジマリズム（Inst.）
  4. 好きみたい（Inst.）

「ハジマリズム」は、作詞・作曲：多田慎也。「好きみたい」は、りんご娘の楽曲のセルフカバー。
- 「祭りのあとの、あの風は」（2022年9月1日、RINGO MUSIC）[27][28]
  1. 祭りのあとの、あの風は
  2. 祭りのあとの、あの風は（Inst.）

作詞・作曲：山崎ゆかり。編曲：空気公団。
- 「アメリア」（2022年10月15日、RINGO MUSIC）[29]
  1. アメリア
  2. アメリア（Inst.）

作詞・作曲：藤井敬之。編曲：多田慎也、島田尚。
- 「WAVY BABY」（2022年10月22日、RINGO MUSIC）[30][31]
  1. WAVY BABY
  2. WAVY BABY（Inst.）

作詞・作曲：おかもとえみ。編曲：PARKGOLF。
- 「つづいていくよ」（2024年1月14日、RINGO MUSIC）[32]
  1. つづいていくよ

作詞・作曲：多田慎也。編曲：島田尚
- 「Smiling Flower」（2025年8月2日、RINGO MUSIC）[14]
  1. Smiling Flower

作詞：ジョナゴールド。作曲：多田慎也。編曲：島田尚

### アルバム

#### CDアルバム
- 「WEEKEND」（2023年1月18日、RMCD-1036、RINGO MUSIC）[12]
  1. ハジマリズム
  2. Rain Dance
  3. アメリア
  4. 好きみたい
  5. Yeah-Yeah
  6. 風待ちリップ
  7. 祭りのあとの、あの風は
  8. WAVY BABY
  9. 7号線
  10. WEEKEND

Apple Music J-POPトップアルバム（トリニダード・トバゴ）1位。

### EP
- 「Hi-Score」（2024年5月1日、RMCD-1046、RINGO MUSIC） [33]
  1. マジック
作詞・作曲・編曲：ミト（クラムボン）
  2. Oh! sunshine
作詞・作曲：おかもとえみ　編曲：Taishi Sato
  3. 後悔のしるし
作詞・作曲・編曲：きなみうみ
  4. ユキノアト
作詞・作曲：松本素生(GOING UNDER GROUND)　編曲：山本幹宗
  5. つづいていくよ
作詞・作曲：多田慎也　編曲：島田尚

### フォトブック
- JONAGOLD 1st PHOTOBOOK "loose" [34]（2022年7月26日）

### 関連作品
- 「夢のシャトルラン」リンゴミュージック名義にて。リンゴミュージック・テーマソング[35]。

作曲・作詞：多田慎也
- 「ツクルってSTORY」りんご娘, ライスボール & ジョナゴールド名義にて。MVが青森県県土整備部HPによって、音源がリンゴミュージックによって各種ストリーミングサービスにて配信[36]。

## ライブ

### 2022年
- JONAGOLD LIVE&TALK "DOTEMACHI WEEKEND" [37] （2022年5月13日・5月14日、KEEP THE BEAT）
- JONAGOLD LIVE&TALK "DOTEMACHI WEEKEND" Vol.2 〜ど平日だっていいじゃない〜 [38]（2022年6月15日・6月16日、KEEP THE BEAT）
- 7号線 LIVE in NIIGATA [39]（2022年7月10日、新潟 GOLDEN PIGS RED STAGE）
- LIVE HOUSE TOUR "AOMORI WEEKEND" [40]（2022年7月16日～7月18日、LIVE HOUSE FOR ME、KEEP THE BEAT、青森Quarter）
- “DOTEMACHI STUDENT”〜夏休みは終わらない〜[41]（2022年8月22日、KEEP THE BEAT、学生限定）
- まなみのりさ × RINGO MUSIC 4MAN-LIVE “MAMIRINGOMUSIC”（2022年9月23日、青森Quarter）[42]
- JONAGOLD BAND ONE-MAN LIVE 2022 "WAVY BABY"（2022年10月29日、青森Quarter、2022年11月6日、渋谷WWW）[43]
- RINGO MUSIC POWER LIVE 2022 “UPDATES!“（2022年12月28日、弘前市民会館）[44]

### 2023年
- JONAGOLD ONE-MAN LIVE 2023 "WEEKEND"（2023年1月29日、青森市民ホール、2023年2月12日、LIVE SPACE CONPASS、2023年2月19日、DUO MUSIC EXCHANGE）[45]
- 7号線 LIVE in NIIGATA vol. 2（2023年2月23日、新潟LOTS）[46]
- JONAGOLD × RINGOMUSUME LIVE in HAKODATE（2023年3月12日、函館 club COCOA）[47]
- 天野なつ・ジョナゴールド 2man LIVE in FUKUOKA（2023年4月8日、The Voodoo Lounge）[48]
- Shibuya eggman × Amazon Music Studio Tokyo park&park （2023年4月14日、渋谷 eggman） [49]
- JONAGOLD 1st ANNIVERSARY LIVE "MUSIC"（2023年5月5日、東京キネマ倶楽部、2023年5月7日、弘前文化センター 大ホール）[50]
- HOMETOWN MUSIC LIFE 2023（2023年6月18日、青森Quarter）[51]
- 天野なつ・ジョナゴールド 2man LIVE in AOMORI（2023年6月24日、青森Quarter）[52]
- SHIROFES. 2023（2023年7月2日、星と森のロマントピア）[53]
- JONAGOLD 2MAN LIVE "NEBUTA WEEKEND"（2023年8月5日、青森Quarter）[54]
- RINGO MUSIC POWER LIVE 2023 ～Gradation～（2023年9月9日～9月10日、弘前文化センター 大ホール）[55]
- アソビタリナイ（2023年9月19日、クラブチッタ）
- Covered by Wednesday vol. 3（2023年9月20日、KEEP THE BEAT）[56]
- りんごカレー祭2023（2023年10月9日、LIVE STUDIO LODGE）[57]
- Shibuya eggman × Amazon Music Studio Tokyo park&park （2023年10月26日、渋谷 eggman）[58]
- 「Make Happy!!」（2023年11月22日、LIVE STUDIO LODGE）[59]
- Covered by Wednesday vol. 4（2023年11月29日、KEEP THE BEAT）[60]
- Rons week×ハピコレ!! presents「Harmony!!vol.3」（2023年12月6日、六本木unravel tokyo）[61]

### 2024年
- Make Happy!! 〜New Year Party 2024〜(2024年1月7日、代々木 LIVE STUDIO LODGE)[62]
- BAYCAMP202402 (2024年2月10日、川崎クラブチッタ)[63]
- Make Happines!!!! Vol.2 (2024年2月28日、代々木 LIVE STUDIO LODGE)[64]
- Covered by Wednesday vol. 5（2024年3月13日、代々木 LIVE STUDIO LODGE(）[65]
- NEW COMMUNICATION!!vol.5 (2024年4月5日、六本木unravel tokyo)[66]
- Make Happy!! (2024年4月6日、代々木 LIVE STUDIO LODGE)[67]
- Great Hunting Night（2023年4月27日、代々木 LIVE STUDIO LODGE）[68]
- JONAGOLD ONE-MAN LIVE 2024 "Hi-Score"（2024年5月1日、代官山UNIT）[69]
- りんごカレー祭2024（2024年5月26日、福岡トヨタホールスカラエスパシオ）[70]
- Hometown Music Life 2024 (2024年6月4日、ワラッセ西の広場)[71]
- やついフェス (2024年6月15日、6月16日、渋谷複数会場)[72]
- SHIROFES (2024年6月28日、弘前公園)[73]
- NEO SCRAMBLE (2024年6月29日、原宿ストロボカフェ)[74]
- 青森お笑いクラブ (2024年7月13日、Black Box)[75]
- LuckyFes (2024年7月15日、国営ひたち海浜公園)[76]
- Covered by Wednesday vol. 6（2024年7月24日、KEEP THE BEAT）[77]
- supabo.×ジョナゴールドツーマンライブ (2024年8月11日、代々木lodge)[78]
- ホタテめんたいこ祭り (2024年8月17日、LIVE STUDIO LODGE)[79]
- Otani pre.【Music has no borders vol.91】 (2024年8月30日、GRIT at Shibuya)[80]
- トラROCK FESTIVAL (2024年8月31日、下北沢4会場サーキット)[81]
- Covered by Wednesday vol. 7（2024年9月18日、KEEP THE BEAT）[82]
- RINGO MUSIC FESTIVAL 2024 (2024年9月28日、弘前りんご公園)[83]
- りんごカレーライス祭2024 in 青森 (2024年9月29日、青森Quarter)[84]
- MY POP TOWN (2024年10月1日、川崎CLUB CHITTA')[85]
- ハピコレ!!vol.547 (2024年11月27日、六本木unravel tokyo)[86]
- Rons week one-man live「Ready」(2024年11月28日、shibuya WWW)[87]
- ラストランプ 1st Full Album『LASTLAMP-I』Release Tour-TOKYO- (2024年12月10日、六本木unravel tokyo)[88]
- RINGO MUSIC POWER LIVE 2024 "Heroine" (2024年12月28日、弘前市民会館)[89]

### 2025年
- JONAGOLD LIVE&TALK 2025 "NEW YEAR PARTY" (2025年1月11日、青森Quarter)[90]
- りんごカレー祭in沖縄 (2025年1月19日、沖縄 Output)[91]
- Output Revolution VOL.2 -drawing- (2025年1月19日、沖縄 Output)[92]
- ハピコレ!!vol.552 (2025年1月28日、六本木unravel tokyo)[93]
- JaccaPoP pre  チェルシー vol.1 (2025年2月2日、下北沢CLUB251)[94]
- Make Happy!! 〜New Year Party 2024〜(2025年3月14日、代々木 LIVE STUDIO LODGE)
- トラROCK FESTIVAL2025 (2025年5月10日、下北沢)[95]
- HOMETOWN MUSIC LIFE 2025 (2025年6月8日、ワラッセ西の広場)[96]
- #急にKTBでライブがしたくなったの　(2025年6月20日、Keep the Beat)[97]
- YATSUI FESTIVAL!(2025年6月22日、渋谷)[98]
- SHIROFES 2025 (2025年6月29日、弘前公園)
- JONAGOLD ONE-MAN LIVE 2025 “Smiling Flower” 青森公演 (2025年7月6日、青森Quarter)[99]
- JONAGOLD ONE-MAN LIVE 2025 “Smiling Flower” 東京公演 (2025年7月22日、SHIBUYA DIVE)[99]
- NANUKABI Acoustic Live (2025年8月7日、Space Denega)[100]
- MANABI LIVE in TOKYO　(2025年8月17日、Live Studio Lodge)[101]
- ホタテりんごカレー祭2025 (2025年8月17日、Live Studio Lodge)[101]

## 出演

### 映画
- 鳩のごとく 蛇のごとく 斜陽（2022年、彩プロ制作）[102][103] - 瞳役
- バカ塗りの娘（2023年）- 細井 役[104]
- CAMP7（2023年）[105]

### テレビ番組
- 1550ニュースレーダーWith、ジョナスタイル（2022年 - 、青森放送）
- 沸騰ワード10、青森に取り憑かれた王林（日本テレビ、コーナーレギュラー）[106]
- 発見!あおもり深世界（NHK青森）レギュラー (2022年 -) [107]
- あす開幕！生誕120年棟方志功展メイキング・オブ・ムナカタ (NHK青森、ナビゲーター) (2023年7月28日) [108]
- マサックのスーパー実験室 (ABA青森朝日放送、2023年12月16日)[109]
- わっち!! (ATV青森テレビ、2024年3月1日、2024年12月11日)[110][111]
- 夢はここから生放送ハッピィ (ABA青森朝日放送、2024年3月2日、3月9日)[112]
- 24時間テレビinあおもり (2024年9月1日、青森放送)[113]
- 第23回ふるさと自慢わがまちCM大賞 (2024年12月21日、ABA青森朝日放送)[114]
- 小泉孝太郎の地元フルコース 都道府県No.1はどこだ！一番ウマイ地元メシ決める (2025年8月3日、NTV)[115]

### ラジオ
- Aomori RINGO Radio（2022年 - 、エフエム青森）[116]
- らじ丸にっち (2024年3月3日、RAB青森放送)[117]
- RAB ラジオチャリティ ミュージックソン (2024年12月24日、RAB青森放送)[118]

### Webコンテンツ
- りんご娘のはじめての県民共済（2022年、青森県民共済）[119]
- Jーンズ物語（2022年、Right-on公式YouTube）[120]
- 想いで紡ぐ 藍い糸（2022年 - 、Right-on公式YouTube）[120]
- きんじょな故郷いたやなぎ（2023年、青森県板柳町）[121]
- 思い ～田んぼに心惹かれて～（2023年、青森県田舎館村）[122] - 鈴木思穂 役

### ライブ映像
- 「RINGO MUSIC POWER LIVE 2023 〜Gradation〜」DVD＆Blu-ray（2024年1月13日、リンゴミュージック）[123]

### イベント
- イーグルスガールデー Supported by 楽天カード（2023年6月10日、楽天モバイルパーク宮城）[124]
- 青森県優良住宅協会 プレゼンツ AFBファンミーティング2024 (2024年9月7日、8日、モヤヒルズ)[125]
- RABまつり (2024年9月15、16日、青い海公園)[126]
- 2024青森空港 空の日 (2024年9月29日、青森空港)[127]
- 青森ドラッグストアショー2024 (2024年10月6日、カクヒログループ スーパーアリーナ)[128]
- AOMORI PINK RIBBON PROJECT (2024年10月12日、サンロード青森)[129]
- MISAWA BBQ ジャンボリー (2024年10月13日)、道の駅みさわ)[130]
- MGF2024 (2024年10月19日、しもきた克雪ドーム）[131]
- ナニャドヤラ廻道ふるさと産業フェスタ2024 (2024年10月20日、YSアリーナ八戸)[132]
- 青森南警察署一日警察署長 (2024年12月13日)[133]
- りんごのまち SDGs発表会 (2025年1月12日、弘前市民文化交流館ホール)
- あおもりりんご植栽150周年記念キックオフイベント (2025年1月25日、青森県観光物産館アスパム)[134]
- 青森ワッツ VS 福井ブローウィンズ (2025年1月26日、カクヒログループスーパーアリーナ)[135]
- あおもり冬のワンダーランド (2025年2月1日、ねぶたの家「ワ・ラッセ」西の広場)[136]
- 弘前消防署一日署長 (2025年4月14日、イオンタウン弘前樋の口)[137]
- 2025菜の花フェスティバルinよこはま (2025年5月11日、横浜町大豆田地区 特設会場)[138]
- まるっと防災フェスタ (2025年5月24日、サンロード青森)[139]
- 青森りんご植栽150周年記念イベント (2025年9月13日、14日、弘前市民会館、追手門広場)[140]

### CM/キャンペーン
- 2023年3月、2024年4月、2025年3月 青森けんけつ推進ガール（日本赤十字社・青森県赤十字献血センター）[141][142][143]
- 紅屋商事　青森県限定CM (2024年)[144]
- ヤサカ 青森県限定CM (2024年)[145]
- 青森りんごアンバサダー (2024年9月-)[146]
- 青森スノーブリス (2025年-)[147]

### 舞台
- 『home』(2025年11月22日-24日、青森県立美術館シアター)[148]